# Edgar Fried
Edgar Fried (geboren 22. Januar 1894 in Wien, Österreich-Ungarn; gestorben 22. Februar 1987 in Wien) war ein österreichischer Sportfunktionär.

## Leben
Edgar Fried studierte und arbeitete fortan als Bankbeamter. Er stammte aus einer jüdischen Familie und konvertierte 1912 zum Protestantismus. Er agitierte gemeinsam mit anderen Antisemiten gegen den Einfluss der Juden im gesellschaftlichen Leben Österreichs.
Fried betrieb Leichtathletik und wurde Mitglied in der Leichtathletiksektion des Wiener AF (WAF). 1915 wurde er österreichischer Meister über die Laufstrecken 300 m und 1500 m, 1916 gewann er die Meisterschaft über 800 m. Fried engagierte sich im Verein als ehrenamtlicher Sportlehrer und als Vereinsfunktionär und war von 1934 bis 1936 Präsident des WAF. Er war Delegierter des WAF im nationalen Leichtathletik-Verband und im Hauptverband Körpersport. Fried stellte 1923 in seinem Verein den Antrag auf Einführung eines Arierparagraphen in Anlehnung an die Vorgänge im Alpenverein. Die zionistische Wiener Morgenzeitung merkte hierzu an, dass Fried offenbar anstrebe, der einzige Jude im WAF zu sein.
1936 ließ er sich zum Referenten für die österreichische Strecke des Staffellaufes „Olympia – Berlin“ wählen und absolvierte selbst die letzten Meter mit der olympischen Fackel auf österreichischem Boden. Die Veranstaltung wurde in Österreich zu antisemitischen Agitationen und einer nationalsozialistischen Kundgebung gegen die austrofaschistische Regierung genutzt. Noch nach dem Anschluss Österreichs 1938 habe er, so berichtet Ignaz Hermann Körner, bei der Volksabstimmung am 10. April 1938 deutschnationalistisch gewählt.
Nach Kriegsbeginn im September 1939 floh Fried vor der nun auch für ihn offensichtlichen rassistischen Verfolgung nach Budapest und weiter nach Südosteuropa. Nach dem deutschen Balkanfeldzug 1941 wurde Fried inhaftiert und am 3. April 1943 in das KZ Auschwitz deportiert. Von dort kam er in das Konzentrationslager Sachsenhausen und im November 1944 in das KZ Dachau.
Im Frühjahr 1945 wurde Fried im KZ-Außenlager Kaufering befreit und kehrte nach Wien zurück. Er wurde am 11. November 1946 zum Honorar-Generalsekretär des Österreichischen Olympischen Komitees bestimmt und blieb dies bis nach den Olympischen Spielen von München 1972. Von 1961 bis 1981 war Fried zudem Präsident des Österreichischen Verbands für Modernen Fünfkampf. Er erhielt 1983 den Olympischen Orden in Silber. Er wurde am Wiener Zentralfriedhof bestattet.

## Schriften (Auswahl)
- Handbuch für die österreichische Mannschaft der XVII. Olympischen Spiele, Rom 1960. Wien : Österr. Olymp. Comité, 1960